# Quintus Mucius Scaevola Augur
Quintus Mucius Scaevola Augur (± 170) - ± 87 v.Chr.), lid van de gens Mucia, was een Romeins staatsman en gezien jurist.
Reeds vroeg huldigde hij het gedachtegoed van de Stoa. Dit vormde hem tot een gematigd, maar invloedrijke politicus van de volkspartij, en als dusdanig voorstander van het optreden der gebroeders Gracchus. Zijn carrière verliep als volgt: hij werd achtereenvolgens augur, praetor (in 120 v.Chr.), stadhouder in Asia en consul (in 117 v.Chr.). 
Scaevola was gehuwd met een dochter van Gaius Laelius minor en was de schoonvader van Lucius Licinius Crassus, wiens dochter met Gaius Marius minor zou trouwen. Toen Sulla de senaat trachtte te bewegen Marius tot staatsvijand uit te roepen, stuitte dit op verzet bij Scaevola. 
Quintus Mucius Scaevola Augur was een van de leermeesters van Manius Acilius Glabrio (die in 70 v.Chr. Verres vonniste), en van Cicero (bij wie hij optreedt in diens werken De re publica, De amicitia en De oratore). Zijn gelijknamige zoon Quintus Mucius Scaevola werd eveneens jurist en staatsman.